# Nålmossor
Nålmossor (Rhynchostegiella) är ett släkte av bladmossor som först beskrevs av Wilhelm Philipp Schimper, och fick sitt nu gällande namn av Karl Gustav Limpricht. Enligt Catalogue of Life ingår Nålmossor i familjen Brachytheciaceae, men enligt Dyntaxa är tillhörigheten istället familjen Brachytheciaceae.

## Dottertaxa till Nålmossor, i alfabetisk ordning[1][2]
- Rhynchostegiella assamica
- Rhynchostegiella bequaertii
- Rhynchostegiella bourgaeana
- Rhynchostegiella brachypodia
- Rhynchostegiella brunelii
- Rhynchostegiella chilensis
- Rhynchostegiella curviseta
- Rhynchostegiella divaricatifolia
- Rhynchostegiella durieui
- Rhynchostegiella fabroniadelphus
- Rhynchostegiella hawaica
- Rhynchostegiella holstii
- Rhynchostegiella humillima
- Rhynchostegiella japonica
- Rhynchostegiella keniae
- Rhynchostegiella laeviseta
- Rhynchostegiella leiopoda
- Rhynchostegiella leptoneura
- Rhynchostegiella linderi
- Rhynchostegiella litorea
- Rhynchostegiella macilenta
- Rhynchostegiella menadensis
- Rhynchostegiella microtheca
- Rhynchostegiella mindorensis
- Rhynchostegiella novae-zealandiae
- Rhynchostegiella opacifolia
- Rhynchostegiella ovalifolia
- Rhynchostegiella papuensis
- Rhynchostegiella pendula
- Rhynchostegiella pseudoteesdalei
- Rhynchostegiella ramicola
- Rhynchostegiella sachensis
- Rhynchostegiella sakuraii
- Rhynchostegiella santosii
- Rhynchostegiella scabriseta
- Rhynchostegiella smithii
- Rhynchostegiella sublaevipes
- Rhynchostegiella sumatrana
- Rhynchostegiella tanneri
- Rhynchostegiella tenella
- Rhynchostegiella tenelliformis
- Rhynchostegiella teneriffae
- Rhynchostegiella tenuicaulis
- Rhynchostegiella trichophylla
- Rhynchostegiella vitiensis
- Rhynchostegiella vriesei
- Rhynchostegiella zeyheri